# Rohrbach (Saar)
Rohrbach is een plaats in de Duitse gemeente Sankt Ingbert, deelstaat Saarland, en telt 6900 inwoners (2004).

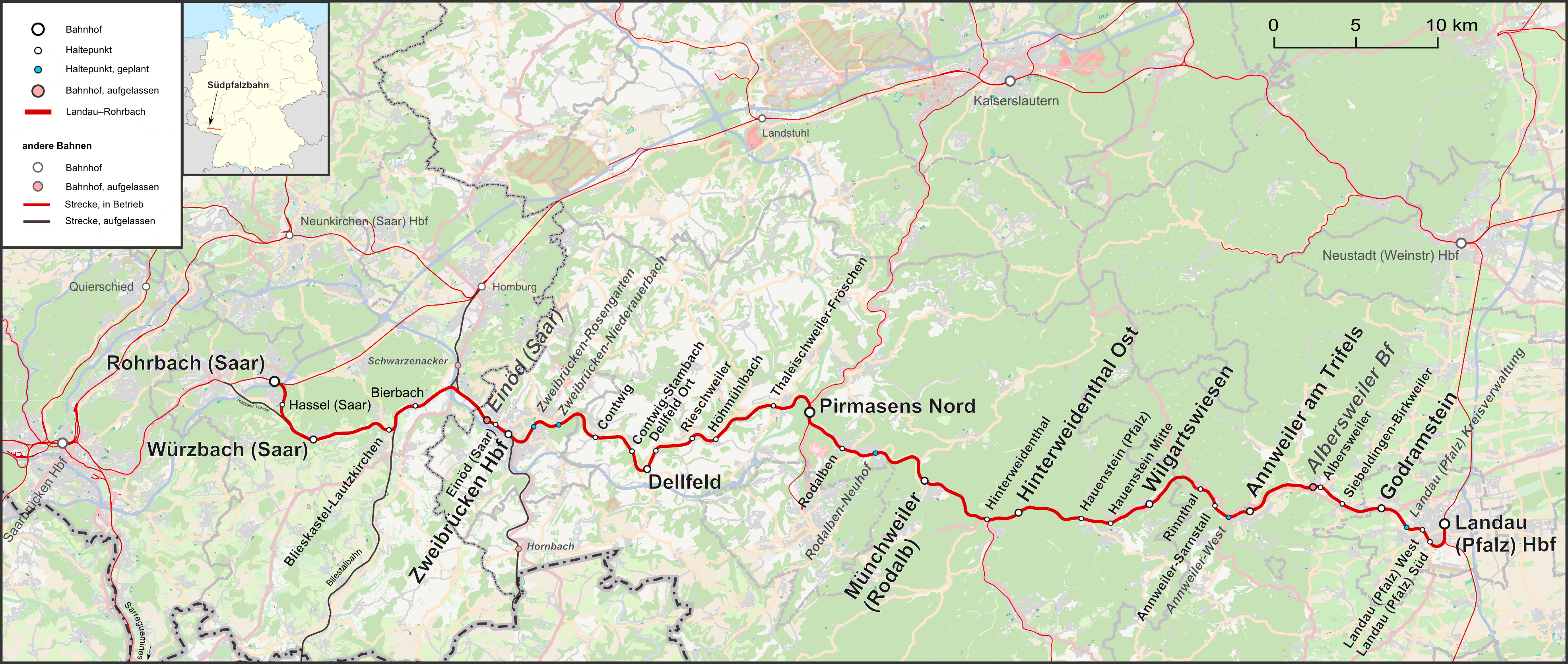
Kaart spoorlijn Landau- Rohrbach

Rohrbach (Saar) heeft een belangrijk spoorwegstation. Men kan hiervandaan per trein o.a. naar Landau v.v. reizen.